# Plum Mariko
Mariko Umeda (梅田 麻里子?, Umeda Mariko; Tokyo, 1º novembre 1967 – Hiroshima, 16 agosto 1997) è stata una wrestler giapponese maggiormente nota come Plum Mariko (プラム麻里子?, Puramu Mariko).
Lottò nella Japan Women's Pro-Wrestling dal 1986 al 1992 e poi nella JWP Joshi Puroresu dal 1992 fino al suo decesso nel 1997. Mariko fu la prima wrestler professionista in Giappone a morire a causa di un infortunio rimediato sul ring durante un match.

## Carriera
Durante la sua carriera riportò numerosi infortuni sul ring che le provocarono delle emorragie cerebrali. Nonostante i diversi traumi cerebrali, volle continuare a combattere. Il 15 agosto 1997 si trovò a lottare in coppia con Command Bolshoi contro Mayumi Ozaki e Rieko Amano all'Hiroshima Sun Plaza, nella città di Hiroshima. Verso la fine dell'incontro, Ozaki impiegò una delle sue mosse abituali, la Liger Bomb, per schienare Mariko. La mossa fu eseguita correttamente, ma sembrò avere innescato un problema preesistente. Mariko fu messa knock out dalla Liger Bomb e non si rialzò. Al termine del match, Ozaki e le altre lottatrici videro che Mariko, che ancora non si era mossa, sembrava stesse russando, segno spesso presente in caso di emorragia cerebrale. Mariko morì poche ore dopo, il 16 agosto 1997. Non fu eseguita nessuna autopsia sul cadavere su richiesta del padre. Nonostante questo, si diceva che avesse ferite alla testa e un ascesso al cervello che potrebbero aver contribuito al trauma cranico che l'ha uccisa. Il 29 novembre 1998 Mariko è stata introdotta nella All Japan Women's Hall of Fame.

## Titoli e riconoscimenti
- All Japan Women's Pro Wrestling

- AJW Hall of Fame (1998)

- Japan Women's Pro Wrestling

- JWP Junior Championship (1)
- UWA Women's Junior Championship (1)